# Víctor Cabrera (football, 1993)
Pour les articles homonymes, voir Víctor Cabrera et Cabrera.
Víctor Cabrera est un footballeur argentin né le 7 février 1993 à Lules dans la Province de Tucumán. Il joue au poste de défenseur central ou d'arrière droit avec l'Instituto Atlético Central Córdoba en prêt du CA Tigre.

## Biographie
Il dispute son premier match en première division argentine le 23 février 2014 contre le Club Atlético Colón.
Il reste toutefois cantonné à l'équipe réserve, avec laquelle il dispute treize matchs la saison suivante, jusqu'à son prêt à l'Impact de Montréal le 8 janvier 2015. Titulaire surprise pour les quarts-de-finale de la Ligue des champions de la CONCACAF, il inscrit un but contre le LD Alajuelense en demi-finale.
Son parcours à Montréal est irrégulier : entre titulaire indiscutable et remplaçant, Cabrera peine à enchaîner les performances convaincantes. Il participe néanmoins à plus de cent rencontres avec la franchise québécoise. Après cinq saisons en terre montréalaise et peu de temps après l'arrivée de Thierry Henry à la tête de l'équipe, il est échangé le 20 novembre 2019 au Dynamo de Houston en retour de l'ailier hondurien Romell Quioto,. À l'issue de la saison 2020 où le Dynamo termine à la dernière place de la conférence Ouest, son contrat n'est pas renouvelé et il se retrouve donc agent libre.
Il retourne alors dans son pays en 2021 et s'engage avec le CA Tigre, en deuxième division, le 12 février 2021.

## Palmarès
- River Plate
  - Champion d'Argentine en 2013-2014 (Tournoi final)
- Impact de Montréal
  - Vainqueur du Championnat canadien en 2019
  - Finaliste de la Ligue des champions de la CONCACAF en 2015
  - Finaliste du Championnat canadien en 2015 et 2017

## Carrière
| Saison                | Club                      | Championnat           | Championnat | Championnat | Coupe(s) nationale(s) | Coupe(s) nationale(s) | Compétition(s) continentale(s) | Compétition(s) continentale(s) | Compétition(s) continentale(s) | Séries | Séries | Total | Total |
| Saison                | Club                      | Division              | M.          | B.          | M.                    | B.                    | Comp.                          | M.                             | B.                             | M.     | B.     | M.    | B.    |
| 2013-2014             | CA River Plate            | Primera División      | 1           | 0           | -                     | -                     | CS                             | 0                              | 0                              | -      | -      | 1     | 0     |
| 2015                  | Impact de Montréal (prêt) | MLS                   | 21          | 0           | 4                     | 0                     | LCC                            | 4                              | 1                              | 0      | 0      | 29    | 1     |
| 2016                  | Impact de Montréal        | MLS                   | 23          | 0           | 6                     | 0                     | -                              | -                              | -                              | 0      | 0      | 29    | 0     |
| 2017                  | Impact de Montréal        | MLS                   | 20          | 0           | 1                     | 0                     | -                              | -                              | -                              | -      | -      | 21    | 0     |
| 2018                  | Impact de Montréal        | MLS                   | 13          | 0           | 2                     | 0                     | -                              | -                              | -                              | -      | -      | 15    | 0     |
| 2019                  | Impact de Montréal        | MLS                   | 16          | 0           | 4                     | 0                     | -                              | -                              | -                              | -      | -      | 20    | 0     |
| Sous-total            | Sous-total                | Sous-total            | 93          | 0           | 17                    | 0                     | -                              | 4                              | 1                              | 0      | 0      | 114   | 1     |
| 2020                  | Dynamo de Houston         | MLS                   | 10          | 0           | 0                     | 0                     | -                              | -                              | -                              | -      | -      | 10    | 0     |
| 2021                  | CA Tigre                  | Primera Nacional      | 13          | 0           | 2                     | 0                     | -                              | -                              | -                              | -      | -      | 15    | 0     |
| Total sur la carrière | Total sur la carrière     | Total sur la carrière | 117         | 0           | 19                    | 0                     | -                              | 4                              | 1                              | 0      | 0      | 140   | 1     |